# Otto Zdansky
Otto A. Zdansky (Beč, 28. studenoga 1894. – Uppsala, 26. prosinca 1988.), austrijsko-švedski paleontolog.
Najpoznatiji je po radu u Kini gdje je kao pomoćnik švedskom znanstveniku Johanu Gunnaru Anderssonu otkrio fosilni zub pekinškog čovjeka 1921. na Brdu zmajeve kosti, iako to nije otkrio sve do 1926. kad ga je objavio u Nature poslije analize Davidsona Blacka. Ljudski zubi koje se pripisuje Homo erectusu, zvanom Sinanthropus pekinensis, a koje je otkrio Otto Zdansky, dva su pretkutnjaka i veliki umnjak.
Poznat je također po iskopavanjima fosila sisavaca u području okruga BAode (Pao Te Hsien), provincija Shanxi.

## Životopis
- Tore Frängsmyr(2006). Pekingmänniskan - en historia utan slut. Stockholm: Natur och kultur. ISBN 91-27-11427-9
- Nils Uddenberg, Idéer om livet, II. En biologibok (2003)

## Daljnja literatura
- Jokela, T.; Eronen, J. T.; Kaakinen, A.; Liping, L.; Passey, B. H.; Zhaoqun, Z.; Mingkai, F. 2005. Translation of Otto Zdansky’s "The Localities of the Hipparion Fauna of Baode County in Northwest Shanxi"(1923) (PDF). Palaeontologia Electronica. 8 (1)